# Великі Зденці
45°40′ пн. ш. 17°07′ сх. д. / 45.66° пн. ш. 17.11° сх. д.
Великі Зденці (хорв. Veliki Zdenci) — населений пункт у Хорватії, у Б'єловарсько-Білогорській жупанії у складі міста Грубишно-Полє.

## Населення
Населення за даними перепису 2011 року становило 914 осіб.
Динаміка чисельності населення поселення: